# Manitoba Census Division No. 14
Die Census Division No. 14 in der kanadischen Provinz Manitoba gehört zur Interlakes Region. Sie hat eine Fläche von 2827,6 km² und 18.621 Einwohner (Stand: 2016). 2011 betrug die Einwohnerzahl 18.497.

## Census Subdivisions
Im Folgenden die "Census Subdivisions" („Zensus-Untergliederungen“) der Division No. 14 mit Stand vom Census 2016.
- Rockwood (Rural municipality)
- Rosser (Rural municipality)
- Stonewall (Town)
- Teulon (Town)
- Woodlands (Rural municipality)